# Héctor Mardones
Luis Héctor Mardones Restat (Santiago de Chile, 2 de enero de 1907 - ibíd., 3 de julio de 1974) fue un arquitecto chileno, galardonado con el Premio Nacional de Arquitectura en 1973.

## Biografía
Nació en 1907, hijo de Francisco Mardones Otaíza y de Berta Restat Cortés, siendo el segundo de los dieciséis hijos del matrimonio, entre los que también estaba el médico Francisco Mardones Restat. y el arquitecto Gonzalo Mardones Restat.
Estudió en el Liceo Alemán. Tras obtener el bachillerato en Humanidades con mención en Matemáticas, ingresó en 1923 a la carrera de arquitectura en la Universidad de Chile, de la cual se tituló en 1929.
Se casó con María Krüger Benzeler, con quien tuvo un hijo, Pablo, también arquitecto.
Falleció en 1974 por causa de un accidente.

## Carrera profesional
En 1931, ingresó como docente de Composición Arquitectónica en la Universidad de Chile. Fue miembro del Consejo General del Colegio de Arquitectos de Chile entre 1944 y 1952. En 1948 asumió como decano de la Facultad de Arquitectura de la Universidad de Chile, cargo que mantuvo hasta 1959. En ese cargo inauguró la Escuela de Arquitectura de Valparaíso en 1957, de la cual también fue docente.
Paralelamente, en 1945 ganó el concurso de anteproyecto para el edificio de la Caja de Amortización de la Deuda Pública y la Caja Nacional de Ahorro —hoy casa matriz del Banco del Estado de Chile— que fue construido entre 1948 y 1952. Fue director de IVUPLAN, del Centro Científico de la Vivienda de la Universidad de Chile, y consejero del Instituto Nacional de Urbanismo. En 1957 fue elegido presidente de la Unión Internacional de Arquitectos (UIA).
En 1958 fue nombrado Honorary Fellow del American Institute of Architects.
En 1973 recibió el Premio Nacional de Arquitectura.

## Obras
Entre sus obras están:
- Gobernación Provincial de Osorno, Osorno (1930).
- Hotel Burnier, Osorno (1930).
- Edificio de la Caja de Amortización, Santiago (1938).
- Edificio de la Caja Nacional de Ahorro, Santiago  (1945).
- Parroquia de Santa Elena, Santiago (1960).
- Escuela de Medicina de la Universidad de Chile, Valparaíso (1961).